# Station Vojens
Station Vojens is een station in Vojens, een dorp in de Deense gemeente Haderslev. Vojens ligt aan de spoorlijn tussen Fredericia en Padborg. In het verleden was er ook een lijn naar Haderslev. Deze laatste lijn is nog in gebruik als museumlijn.